# Якуб Потоцький (староста)
Якуб Потоцький (1638 (можливо раніше, після 1631) — 1671) — польський шляхтич, військовик та урядник Королівства Польського.

## Біографія
Син великого коронного гетьмана Миколая Потоцького та його другої дружини Ельжбети з Казановських, внук Марціна Казановського. Займав уряди великого коронного стражника, польного коронного писаря (з 1664). Тоді тримав староство у Тлумачі, за отримання якого заплатив певну суму. Командир полку кавалерії (6 хоругов). Брав участь у великопольській виправі Стефана Чарнєцкого З 1 липня 1657 і до смерті командував хоругвою «козацької язди» (легкої кавалерії). В квітні 1667 року був одним з посередників підкупу маршалка сейму Анджея Котовіча, щоб той не нападав на Яна Собеського. В 1668-70 роках мав роман з дружиною Яна Желенцького, після появи «пасквіля» про це Ян Желенцький наказав їй розірвати стосунки. В сусідній з Тисменицею Погоні у 1659 році фундував монастир василіян. В 1669 році мав Краснопольське староство.
Від середини 1670 року хворів. 23 червня був у таборі під Теребовлею, в середині липня перебував хворий у Львові (потім з січня до початку лютого 1671 року), повернувся до табору 1 жовтня. Помер 27 квітня 1671 року у Варшаві, ледь вмовили його висповідатись. Розтин показав, що були «спалені» легені (може, сухоти). Доктор Браун вважав причиною смерті надмір вживання вина. Був похований 4 січня 1672 року в домініканському костелі Єзуполя.
Не був одруженим. Його спадок поділили між собою брати Миколай (Єзупіль), Домінік (Тисмениця).